# Oxalis multicaulis
Oxalis multicaulis là một loài thực vật có hoa trong họ Chua me đất. Loài này được Eckl. & Zeyh. mô tả khoa học đầu tiên năm 1836.